# Renato Coutinho
Renato Ribeiro Coutinho (Sapé, 22 de maio de 1913 — João Pessoa, 17 de junho de 1982) foi um engenheiro agrônomo, empresário e político brasileiro, outrora deputado federal pela Paraíba.

## Dados biográficos
Filho de João Úrsulo Ribeiro Coutinho e Helena Pessoa Ribeiro Coutinho. Engenheiro agrônomo formado na Escola Superior de Agricultura de Pernambuco, embrião da Universidade Federal Rural de Pernambuco, em 1934. Após a morte do pai contou com o auxílio dos irmãos para transformar as organizações J. Úrsulo na Companhia Usina São João e Santa Helena, da qual foi presidente. Vereador e depois prefeito (1938-1939) de Cruz do Espírito Santo na época do Estado Novo, tomou parte na fundação da UDN sendo presidente do diretório municipal de João Pessoa e vice-presidente do diretório estadual. Eleito deputado estadual em 1947, foi derrotado como candidato a vice-governador na chapa de Argemiro de Figueiredo em 1950.
Presidente da Associação Comercial da Paraíba entre 1956 e 1960, tornou-se, nesse último ano, presidente da Federação do Comércio da Paraíba, cargo para o qual seria reeleito em diferentes oportunidades. Em 1964 passou a integrar o conselho fiscal da Confederação Nacional do Comércio e dois anos depois tornou-se diretor sindical da entidade, cargo exercido até 1977. Quando o Regime Militar de 1964 outorgou o bipartidarismo por força do Ato Institucional Número Dois, esteve entre os fundadores da ARENA e por esta agremiação foi eleito deputado federal pela Paraíba em 1966.
Dedicou-se também à filantropia e ao auxílio a entidades desportivas, sendo vice-presidente da seção paraibana da Legião Brasileira de Assistência. Presidente do Sindicato das Indústrias do Açúcar e do Álcool, do Banco dos Proprietários da Paraíba e das seções estaduais do Serviço Social do Comércio e do Serviço Nacional de Aprendizagem Comercial, regressou ao meio empresarial ao deixar a política.

## Família
Irmão de João Úrsulo (deputado federal pela Paraíba) e Odilon Ribeiro Coutinho (deputado federal pelo Rio Grande do Norte), tem laços de parentesco com Flávio Ribeiro Coutinho e Flaviano Ribeiro Coutinho Filho, o primeiro dos quais foi eleito governador da Paraíba em 1955 e o outro foi eleito deputado federal pelo referido estado em 1962 e 1966.